# 比奇克里克鎮區 (阿肯色州阿什利縣)
比奇克里克鎮區（英語：Beech Creek Township）是位於美國阿肯色州阿什利縣的一個行政鎮區。

## 地方資料
比奇克里克鎮區的面積為85.90平方千米，當中陸地面積為85.90平方千米，而水域面積為0.00平方千米。根據2010年美國人口普查的數據，當地共有人口46人，而人口密度為每平方千米0.54人。